# Robert Torricelli
Robert Torricelli (Paterson, 1951. augusztus 27. –) az Amerikai Egyesült Államok szenátora (New Jersey, 1997–2003).